# NGC 5442
NGC 5442 је спирална галаксија у сазвежђу Девица која се налази на NGC листи објеката дубоког неба.
Деклинација објекта је - 9° 42' 46" а ректасцензија 14h 4m 43,2s. Привидна величина (магнитуда) објекта NGC 5442 износи 13,7 а фотографска магнитуда 14,5. NGC 5442 је још познат и под ознакама MCG -1-36-6, VV 691, IRAS 14020-0928, PGC 50189.